# Lycée Thorani
Pour les articles homonymes, voir Thorani.
Le Lycée Thorani est un lycée français international situé à Yeshiva Beit Yehuda, Kfar Maimon, en Israël.